# Les Misérables: Shōjo Cosette
Les Misérables: Shōjo Cosette (レ・ミゼラブル 少女コゼット Re Mizeraburu Shōjo Kozetto?) es una serie de anime  basada en la novela Los miserables de Victor Hugo.  La serie fue estrenada originalmente en Japón el 7 de enero del año 2007 como parte del contenedor infantil World Masterpiece Theater o Meisaku de Nippon Animation.  El contenedor había antes producido una gran variedad de series de animación basadas en diferentes obras literarias infantiles.

## Temas musicales
- Japón: (Inicio) "Kaze no Mukou" y (Cierre) "Ma maman (Watashi no Okasan)" cantadas por Yuki Saito.[1]